# Xã Douglas, Quận Sac, Iowa
Xã Douglas (tiếng Anh: Douglas Township) là một xã thuộc quận Sac, tiểu bang Iowa, Hoa Kỳ. Năm 2010, dân số của xã này là 132 người.